# Ramanujganj
Ramanujganj là một thị xã và là một nagar panchayat của quận Surguja thuộc bang Chhattisgarh, Ấn Độ.

## Nhân khẩu
Theo điều tra dân số năm 2001 của Ấn Độ, Ramanujganj có dân số 9854 người. Phái nam chiếm 52% tổng số dân và phái nữ chiếm 48%. Ramanujganj có tỷ lệ 65% biết đọc biết viết, cao hơn tỷ lệ trung bình toàn quốc là 59,5%: tỷ lệ cho phái nam là 74%, và tỷ lệ cho phái nữ là 56%. Tại Ramanujganj, 17% dân số nhỏ hơn 6 tuổi.